# Vitālijs Korņilovs
Vitālijs Korņilovs, né le 17 juillet 1979, est un coureur cycliste letton. Il participe à des compétitions sur route et sur piste. 

## Biographie
Lors de la saison 2020, il remporte le titre national en poursuite individuelle aux championnats de Lettonie sur piste et termine troisième de la course aux points et de l'omnium. Sélectionnés pour les mondiaux de Berlin, il se classe dix-huitième et dernier de la poursuite.

## Palmarès sur piste

### Championnats nationaux
- 2020
  -  Champion de Lettonie de poursuite
  - 3e du championnat de Lettonie de course aux points
  - 3e du championnat de Lettonie de l'omnium
- 2021
  -  Champion de Lettonie de course aux points
  -  Champion de Lettonie d'omnium
  - 2e du championnat de Lettonie de scratch
- 2022
  -  Champion de Lettonie d'omnium
  -  Champion de Lettonie de scratch

## Palmarès sur route

### Par année
- 2006
  - 3e du championnat de Lettonie du contre-la-montre
- 2009
  - 3e du Riga Grand Prix
- 2011
  - 3e du championnat de Lettonie du contre-la-montre
- 2020
  - 3e du championnat de Lettonie du contre-la-montre

### Classements mondiaux
| Année           | 2006   | 2007 | 2008 | 2009 | 2010 | 2011   | 2012 | 2013 | 2014 | 2015 | 2016   | 2017   | 2018   | 2019   | 2020 |
| --------------- | ------ | ---- | ---- | ---- | ---- | ------ | ---- | ---- | ---- | ---- | ------ | ------ | ------ | ------ | ---- |
| UCI Europe Tour | 1 332e |      |      |      |      | 1 220e |      |      |      |      | 1 306e | 1 576e | 1 932e | 1 290e | 847e |